# Peter Mitchell
Pour les articles homonymes, voir Peter Mitchell (homonymie) et Mitchell.

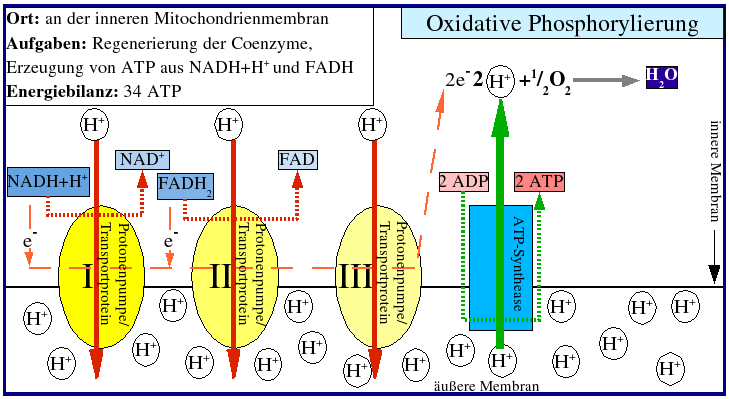
Oxidative phosphorylation

Peter Dennis Mitchell est un chimiste anglais né le 29 septembre 1920 à Surrey et mort le 10 avril 1992 à Bodmin.

## Biographie
Peter Dennis Mitchell a reçu le prix Nobel de chimie de 1978 « pour sa contribution à la compréhension du transfert d'énergie biologique par la formulation de la théorie chimiosmotique ».

## Vie privée
Peter Dennis Mitchell est le neveu de l'ingénieur et entrepreneur Godfrey Way Mitchell.